# A–Z Series
De A-Z-serie is een reeks singles van de alternatieve-rockband Ash.

## Geschiedenis
De serie bestaat uit 27 singles, elke twee weken uitgebracht, via download en vinyl. Dit begon op 12 oktober 2009 en eindigde op 27 september 2010, met twee compilatie-cd's volume 1&2, uitgebracht op 19 april en 11 oktober 2010, met meerdere sporadisch vrijgegeven B-kantjes, remixes en akoestische versies. De serie was de aanleiding voor zes radiosingles: "Return of White Rabbit", "True Love 1980", "Space Shot", "War With Me", "Binary" en "Carnal Love".

## Uitgaven
| Letter en kleur | Lied                     | Uitgekomen |
| --------------- | ------------------------ | --- |
| ʁ               | "Return of White Rabbit" | 18 mei 2009 Vrij digitaal te downloaden, Handmade limited CD 8 juni 2009 - 1000 Limited vinyl 14 oktober 2009 - Extended & remix versions |
| A               | "True Love 1980"         | 12 oktober 2009 1000 Limited Vinyl Digital Download                                                                                       |
| B               | "Joy Kicks Darkness"     | 26 oktober 2009 1000 Limited Vinyl Digital                                                                                                |
| C               | "Arcadia"                | 9 november 2009 1000 Limited Vinyl Digital                                                                                                |
| D               | "Tracers"                | 23 november 2009 1000 Limited Vinyl Digital                                                                                               |
| E               | "The Dead Disciples"     | 7 december 2009 1000 Limited Vinyl Digital                                                                                                |
| F               | "Pripyat"                | 21 december 2009 1000 Limited Vinyl Digital                                                                                               |
| G               | 'Ichiban'                | 4 januari 2010 1000 Limited Vinyl Digital                                                                                                 |
| H               | "Space Shot"             | 18 januari 2010 1000 Limited Vinyl Digital                                                                                                |
| I               | "Neon"                   | 1 februari 2010 1000 Limited Vinyl Digital                                                                                                |
| J               | "Command"                | 15 februari 2010 1000 Limited Vinyl Digital                                                                                               |
| K               | "Song Of Your Desire"    | 1 maart 2010 1000 Limited Vinyl Digital                                                                                                   |
| L               | "Dionysian Urge"         | 15 maart 2010 1000 Limited Vinyl Digital                                                                                                  |
| M               | "War With Me"            | 29 maart 2010 1000 Limited Vinyl 90 Handmade limited CD Digital                                                                           |
| N               | "Dare To Dream"          | 12 april 2010 1000 Limited Vinyl Digital                                                                                                  |
| O               | "Mind Control"           | 26 april 2010 1000 Limited Vinyl Digital                                                                                                  |
| P               | "Insects"                | 10 mei 2010 1000 Limited Vinyl Digital |
| Q               | "Binary"                 | 24 mei 2010 1000 Limited Vinyl Digital |
| R               | "Physical World"         | 7 juni 2010 1000 Limited Vinyl Digital |
| S               | "Spheres"                | 21 juni 2010 1000 Limited Vinyl Digital                                                                                                   |
| T               | "Instinct"               | 5 juli 2010 1000 Limited Vinyl Digital |
| U               | "Summer Snow"            | 19 juli 2010 1000 Limited Vinyl Digital                                                                                                   |
| V               | "Carnal Love"            | 2 augustus 2010 1000 Limited Vinyl Digital                                                                                                |
| W               | "Embers"                 | 16 augustus 2010 1000 Limited Vinyl Digital                                                                                               |
| X               | "Change Your Name"       | 30 augustus 2010 1000 Limited Vinyl Digital                                                                                               |
| Y               | "Sky Burial"             | 13 september 2010 1000 Limited Vinyl Digital                                                                                              |
| Z               | "There Is Hope Again"    | 27 september 2010 1000 Limited Vinyl Digital                                                                                              |

### B-kanten
| Lied                     | Datum             | Uitgave                          |
| ------------------------ | ----------------- | -------------------------------- |
| "Lay Down Your Arms"     | 22 december 2009  | Vrij digitaal te downloaden      |
| "Gallows Hill"           | 15 januari 2010   | Vrij digitaal te downloaden      |
| "Night Terrors"          | 2 maart 2010      | Vrij digitaal te downloaden      |
| "Empire Of Sand"         | 27 maart 2010     | Vrij digitaal te downloaden      |
| "Coming Around Again"    | 19 april 2010     | A-Z Volume 1 CD                  |
| "The Creeps"             | 19 april 2010     | A-Z Volume 1 CD                  |
| "CTRL-ALT-DEL"           | 19 april 2010     | A-Z Volume 1 CD                  |
| "Do You Feel It?"        | 19 april 2010     | A-Z Volume 1 CD                  |
| "Kamakura"               | 7 april 2010      | A-Z Volume 1 CD (Japanse editie) |
| "Disenchanted"           | 7 april 2010      | A-Z Volume 1 CD (Japanse editie) |
| "Pirates Are So 2004"    | 4 mei 2010        | Vrij digitaal te downloaden      |
| "No Heartbreaker"        | 1 juni 2010       | Vrij digitaal te downloaden      |
| "Lights Out"             | 6 juli 2010       | Vrij digitaal te downloaden      |
| "Midnight Militia"       | 28 juli 2010      | Vrij digitaal te downloaden      |
| "Replicants"             | 24 augustus 2010  | Vrij digitaal te downloaden      |
| "Nouvelles Aventures"    | 22 september 2010 | Vrij digitaal te downloaden      |
| "Teenage Wildlife"       | 11 oktober 2010   | A-Z Volume 2 CD                  |
| "Spellbound"             | 11 oktober 2010   | A-Z Volume 2 CD                  |
| "Nightfall"              | 11 oktober 2010   | A-Z Volume 2 CD                  |
| "Running to the Ocean"   | 11 oktober 2010   | A-Z Volume 2 CD (Japanse editie) |
| "Midnight in the Garden" | 11 oktober 2010   | A-Z Volume 2 CD (Japanse editie) |

### Remixes
| Lied                                                     | Datum                                                  | Uitgave                                          |
| -------------------------------------------------------- | ------------------------------------------------------ | ------------------------------------------------ |
| "Return of the White Rabbit (Jaymo & Andy George Remix)" | 12 oktober 2009 digitaal te downloaden 7 april 2010 CD | Rehash EP A-Z Volume 1 CD (Japanse editie)       |
| "True Love 1980 (Loverush UK! Remix)"                    | 12 oktober 2009 digitaal te downloaden 7 april 2010 CD | Rehash EP A-Z Volume 1 CD (Japanse editie)       |
| "True Love 1980 (Pete Doyle's Rocksolid Remix)"          | 12 oktober 2009 digitaal te downloaden 7 april 2010 CD | Rehash EP A-Z Volume 1 CD (Japanse editie)       |
| "True Love 1980 (Timothy Allan Remix)"                   | 12 oktober 2009 digitaal te downloaden 7 april 2010 CD | Rehash EP A-Z Volume 1 CD (Japanse editie)       |
| "Space Reshot (Pete Doyle's Rocksolid Vocal Mix)"        | 18 januari 2010 digitaal te downloaden 7 april 2010 CD | Space Reshot EP A-Z Volume 1 CD (Japanse editie) |
| "Space Reshot (Snitch Brothers Vocal Remix)"             | 18 januari 2010 digitaal te downloaden 7 april 2010 CD | Space Reshot EP A-Z Volume 1 CD (Japanse editie) |
| "Space Reshot (Snitch Brothers Instrumental Remix)"      | 18 januari 2010 digitaal te downloaden 7 april 2010 CD | Space Reshot EP A-Z Volume 1 CD (Japanse editie) |
| "Space Reshot (Loverush UK! Dubstrumental)"              | 18 januari 2010 digitaal te downloaden 7 april 2010 CD | Space Reshot EP A-Z Volume 1 CD (Japanse editie) |
| "Space Reshot (Pete Doyle's Rocksolid Instrumental Mix)" | 18 januari 2010 digitaal te downloaden 7 april 2010 CD | Space Reshot EP A-Z Volume 1 CD (Japanse editie) |
| "Space Reshot (Loverush UK! Club Mix)"                   | 18 januari 2010 digitaal te downloaden 7 april 2010 CD | Space Reshot EP A-Z Volume 1 CD (Japanse editie) |
| "Neon (Beatcave Remix)"                                  | 7 april 2010                                           | A-Z Volume 1 CD (Japanse editie)                 |
| "True Love 1980 (Vince Clarke Remix)"                    | 7 april 2010                                           | A-Z Volume 1 CD (Japanse editie)                 |
| "Dare to Dream (Mogwai Remix)"                           | 12 april 2010                                          | 1000 Limited vinyl Vrij digitaal te downloaden   |

### Akoestisch
| Lied                                             | Datum                                | Uitgave                  |
| ------------------------------------------------ | ------------------------------------ | ------------------------ |
| "True Love 1980 (acoustic)"                      | 19 april 2010 digitaal te downloaden | A-Z Acoustic Download EP |
| "Joy Kicks Darkness (akoestisch)"                | 19 april 2010 digitaal te downloaden | A-Z Acoustic Download EP |
| "Arcadia (akoestisch)"                           | 19 april 2010 digitaal te downloaden | A-Z Acoustic Download EP |
| "Tracers (akoestisch, featuring Emmy the Great)" | 19 april 2010 digitaal te downloaden | A-Z Acoustic Download EP |
| "Spaceshot (akoestisch)"                         | 19 april 2010 digitaal te downloaden | A-Z Acoustic Download EP |
| "Command (akoestisch)"                           | 19 april 2010 digitaal te downloaden | A-Z Acoustic Download EP |
| "War With Me (akoestisch)"                       | 19 april 2010 digitaal te downloaden | A-Z Acoustic Download EP |

### Live-tracks
| Lied                | Datum                                | Uitgave                     |
| ------------------- | ------------------------------------ | --------------------------- |
| "Space Shot (Live)" | 17 april 2010 digitaal te downloaden | Vrij digitaal te downloaden |
| "Arcadia (live)"    | 17 april 2010 digitaal te downloaden | Vrij digitaal te downloaden |